# De Kooten
De Kooten (Fries: De Koaten) is een buurtschap in de gemeente Achtkarspelen, in de Nederlandse provincie Friesland. De buurtschap ligt aan de weg De Koaten, die onderdeel is van de N369, en ligt tussen de buurtschap Kootstermolen aan de Rykswei bij Twijzel en Kootstertille, waar het formeel onder valt.
Kootstermolen was voorheen een buurtschap van het dorp De Koaten, en wordt sinds de samenvoeging met Kootstertille in 1959 vaak als onderdeel van De Kooten beschouwd, maar volgens de stichting Oud-Achtkarspelen moet het als aparte buurtschap worden beschouwd.

## Geschiedenis
De buurtschap was tot 1959 een zelfstandig lintdorp met de naam Kooten, dus zonder lidwoord, tussen de Oude Dijk en de Rijksweg. Onder het dorp De Kooten vielen de buurtschappen Kootstertille en Opperkooten. Het dorp strekte zich in noordwestelijke richting uit tot aan Kuikhorne over de Kootster Bouwlanden, het Wildpad en het heidegebied waar later het dorp Twijzelerheide is ontstaan.
In 1398 werd de plaats vermeld als Cooten, in 1478 als Cottum, toen het ook Westerham werd genoemd. In de zestiende eeuw spelt men Coeten, Koten en Cotum. In de twintigste eeuw werd het Koten, Kooten en De Kooten genoemd. De plaatsnaam verwijst op het feit dat het uit meerdere kleinere boerderijen (kot) bestond.
In de loop van de twintigste eeuw groeide Kootstertille, en ontwikkelde zich er een dorpskern. Omdat Kooten uit lintbewoning bestond van voornamelijk boerderijen en arbeidswoningen besloot de gemeente in 1959 Kooten samen te voegen met Kootstertille, en het nieuwe dorp de naam Kootstertille te geven. Kooten werd daarmee een buurtschap van Kootstertille, waarmee de rollen werden omgedraaid.
De nieuwbouwwijken van Kootstertille sluiten niet aan op De Koaten, buiten het Skoalpaed om. Dat pad is vernoemd naar de plek waar de school heeft gestaan van het dorp Kooten. Van 1918 tot 1934 was de onderwijzer en historicus Hartman Sannes de schoolhoofd van deze school.
Een van de woningen van de buurtschap is een Oldambtster boerderij.

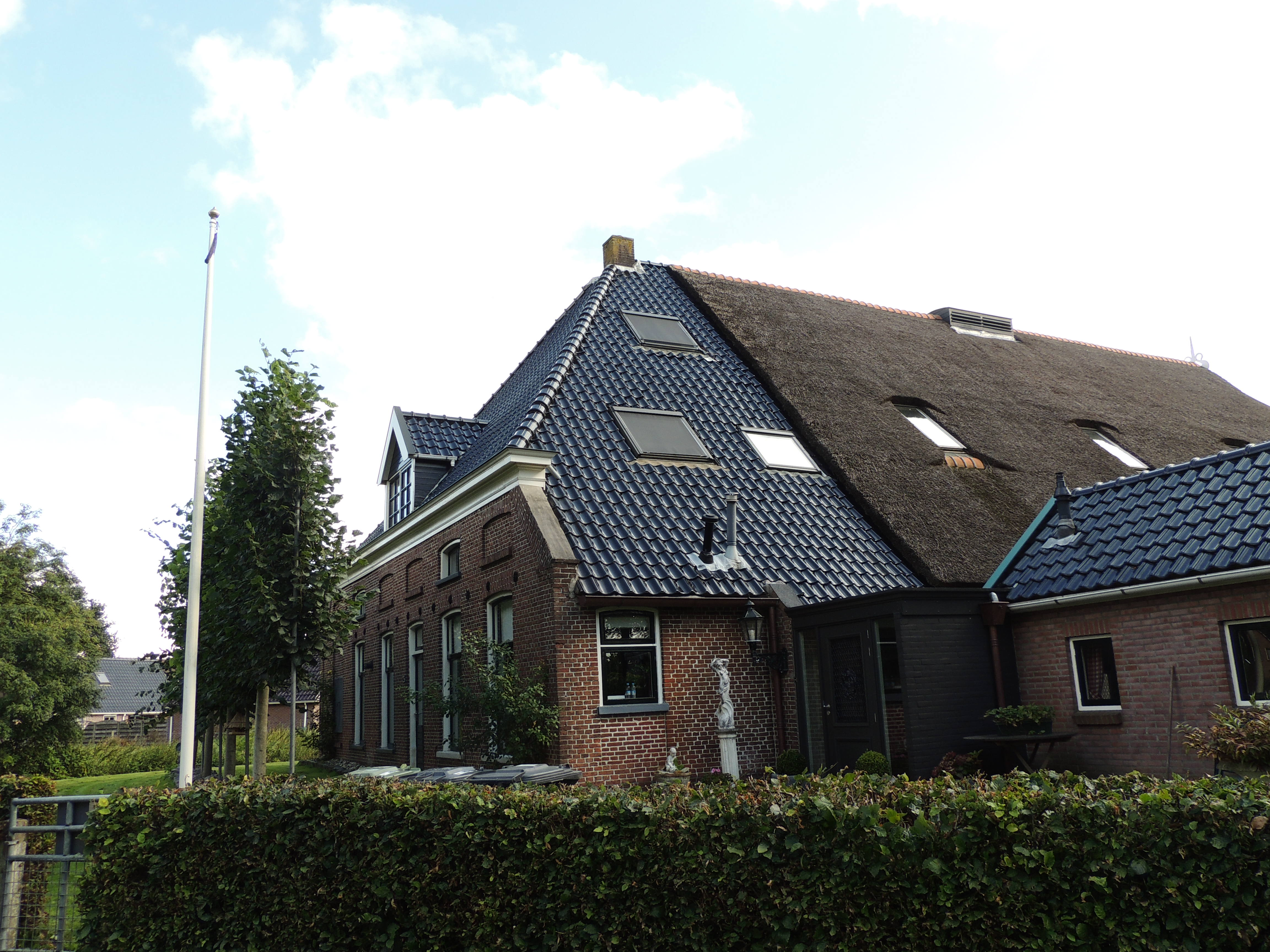
De Oldambtster boerderij De Koaten 26 is een rijksmonument (2012)

## Geboren in De Kooten
- Gauke Kootstra (1874–1942), burgemeester van Ooststellingwerf, Emmen en Gorinchem

Dorpen: Augustinusga · Boelenslaan · Buitenpost · Drogeham · Gerkesklooster · Harkema · Kootstertille · Stroobos · Surhuisterveen · Surhuizum · Twijzel · Twijzelerheide

Buurtschappen: Barghiem · Blauwhuis · Blauwverlaat · Buweklooster · Buwetille · De Kooten · De Laatste Stuiver · Dijkhuizen · Egypte · Gerben Allesverlaat · Hamsterpein · Hamshorn · Hiltjemoeiswouden · Jachtveld · Kortwoude · Kuikhorne (deels) · Lutkepost · Monniketille · Ophuis · Opperkooten · Rohel · Roodeschuur · Surhuizumer Mieden · Uitland · Vierhuizen · Westerend · Wildpad (deels) · Wildveld

Friesland: Steden en dorpen      Nederland: Provincies · Gemeenten